# Economia dos Camarões
Devido às suas modestas reservas de petróleo e às condições favoráveis à agricultura os Camarões têm uma renda per capita das melhores entre os países da África Subsariana exportadores de commodities. Porém a queda dos seus principais produtos exportados - petróleo, cacau, café e algodão - em meados da década de 1980 somados a uma desvalorização da moeda resultaram em uma década de recessão econômica.
Alguns dados sobre a economia dos Camarões:
- Agricultura: cacau (125 mil t), café (72 mil t), pluma de algodão (92 mil t), caroço de algodão (110 mil t), mandioca (1,5 milhão de t), milho (600 mil t), sorgo (450 mil t)
- Pecuária: equinos (51 mil), bovinos (4,9 milhões), suínos (1,4 milhão), ovinos (3,8 milhões), caprinos (3,8 milhões), aves (20 milhões)
- Pesca: 80 mil t
- Mineração: petróleo (33 milhões de barris), calcário (50 mil t)

Reservas não exploradas de gás natural.
- Indústria: madeireira, bebidas, alimentícia, extração de petróleo, carvão
- Principais parceiros comerciais: França, Alemanha, Estados Unidos, Bélgica, Luxemburgo, Países Baixos, Itália, Espanha.

## Comércio exterior
Em 2020, o país foi o 110º maior exportador do mundo (US $ 5,0 bilhões). Na soma de bens e serviços exportados, chega a US $ 7,7 bilhões, ficando em 104º lugar mundial. Já nas importações, em 2019, foi o 118º maior importador do mundo: US $ 5,8 bilhões.

## Setor primário

### Agricultura
Camarões produziu, em 2018:
- 5 milhões de toneladas de mandioca (13º maior produtor do mundo);
- 3,9 milhões de toneladas de plantain, ou banana-da-terra (3º maior produtor do mundo, somente atrás de Congo e Gana);
- 2,6 milhões de toneladas de óleo de palma (7º maior produtor do mundo);
- 2,3 milhões de toneladas de milho;
- 1,9 milhões de toneladas de taro (3º maior produtor do mundo, perdendo apenas para Nigéria e China);
- 1,4 milhão de toneladas de sorgo;
- 1,2 milhão de toneladas de banana;
- 1,2 milhão de toneladas de cana de açúcar;
- 1 milhão de toneladas de tomate;
- 674 mil tolenadas de inhame (7º maior produtor do mundo);
- 594 mil toneladas de amendoim;
- 410 mil toneladas de batata doce;
- 402 mil toneladas de feijão;
- 332 mil toneladas de arroz;
- 310 mil toneladas de abacaxi;
- 307 mil toneladas de cacau (5º maior produtor do mundo, perdendo para Costa do Marfim, Gana, Indonésia e Nigéria);
- 302 mil toneladas de batata;
- 301 mil toneladas de cebola;
- 249 mil toneladas de algodão;
- 49,5 mil toneladas de noz de cola;
- 30 mil toneladas de café;
- 6,6 mil toneladas de tabaco;
- 5,8 mil toneladas de chá;

Além de outras produções de outros produtos agrícolas.

### Pecuária
Na pecuária, Camarões produziu, em 2019: 83 mil toneladas de carne de frango; 80 mil toneladas de carne bovina; 77 mil toneladas de carne de caça; 32 mil toneladas de carne suína; 18 mil toneladas de carne de cabra; 14 mil toneladas de carne de cordeiro; 173 milhões de litros de leite de vaca; 54 milhões de litros de leite de cabra, entre outros.

## Setor secundário

### Indústria
O Banco Mundial lista os principais países produtores a cada ano, com base no valor total da produção. Pela lista de 2019, Camarões tinha a 85ª indústria mais valiosa do mundo (US $ 5,5 bilhões).
Em 2019, Camarões não produzia veículos nem aço.
Em 2018, o país produziu 600 milhões de litros de cerveja, 59,6 mil toneladas de óleo de amendoim (11º maior produtor do mundo) e 27,1 mil toneladas de óleo de algodão (15º maior produtor do mundo).

### Energia
Nas energias não-renováveis, em 2020, o país era o 46º maior produtor de petróleo do mundo, 66,7 mil barris/dia. Em 2011, o país consumia 29,4 mil barris/dia (113º maior consumidor do mundo). O país foi o 46º maior exportador de petróleo do mundo em 2010 (55,6 mil barris/dia). Em 2015, Camarões era o 69º maior produtor mundial de gás natural, 0,6 bilhões de m3 ao ano. O país não produz carvão.
Nas energias renováveis, em 2020, Camarões não produzia energia eólica, nem energia solar.

### Mineração
Na produção de ouro, em 2017 o país produziu 1,8 toneladas.

## Setor terciário

### Turismo
Em 2010, Camarões recebeu 0,5 milhões de turistas internacionais. As receitas do turismo, neste ano, foram de US $ 0,1 bilhões.